# Tour cycliste international de la Guadeloupe 2019
La 69e édition du Tour cycliste international de la Guadeloupe a eu lieu du 2 août 2019 au 11 août 2019. La course fait partie du calendrier UCI Europe Tour 2019 en catégorie 2.2.
Elle a été remportée par le français Adrien Guillonnet (Interpro Cycling Academy), vainqueur également de la sixième étape. Il devance le kazakh Vadim Pronskiy (Vino-Astana Motors) et l'allemand Frederik Dombrowski (Embrace the World Cycling).

## Présentation

### Parcours
Le Tour se déroule en 11 étapes (dont un prologue) sur 10 jours. Il comporte 2 contre-la-montre, 6 étapes de plat, 2 étapes vallonnées et 1 étape de montagne.

### Équipes
Classé en catégorie 2.2 de l'UCI Europe Tour, le Tour cycliste international de la Guadeloupe est par conséquent ouvert aux équipes continentales professionnelles françaises, aux équipes continentales, aux sélections nationales, aux sélections régionales et aux clubs amateurs.
Vingt-neuf équipes participent à ce tour : quatre équipes continentales, une équipe de DN1 française, une équipe de DN2 française, une équipe de DN3 française, trois sélections nationales ou régionales, trois clubs étrangers et seize clubs locaux.
| Équipes continentales (4) | Équipes continentales (4) | Équipes continentales (4) |
| Nom de l'équipe           | Pays                      | Code                      |
| ------------------------- | ------------------------- | ------------------------- |
| Inteja-Imca-Ridea DCT     | République dominicaine    | DCT                       |
| Interpro Cycling Academy  | Japon                     | IPC                       |
| Team Dauner D&DQ-Akkon    | Allemagne                 | TDA                       |
| Vino-Astana Motors        | Kazakhstan                | VAM                       |

| Équipes nationales (3)      | Équipes nationales (3) | Équipes nationales (3) |
| Nom de l'équipe             | Pays                   | Code                   |
| --------------------------- | ---------------------- | ---------------------- |
| Team Pro Immo Nicolas Roux  | France                 | PIM                    |
| Team U Cube 17              | France                 |                        |
| CSC Abymienne-Propreté 2000 | France                 |                        |

| Sélections nationales et régionales (3) | Sélections nationales et régionales (3) | Sélections nationales et régionales (3) |
| Nom de l'équipe                         | Pays                                    | Code                                    |
| --------------------------------------- | --------------------------------------- | --------------------------------------- |
| Équipe nationale du Panama              | Panama                                  |                                         |
| Sélection de Guyane                     | France                                  |                                         |
| Sélection de Martinique                 | France                                  |                                         |

| Équipes de clubs (19)                | Équipes de clubs (19) | Équipes de clubs (19) |
| Nom de l'équipe                      | Pays                  | Code                  |
| ------------------------------------ | --------------------- | --------------------- |
| Team Carène Cycling Développement    | France                |                       |
| Rockpalast Matrix Racing Team        | Allemagne             |                       |
| Team Karukera Assainissement PDL     | France                |                       |
| Espoir du Sud                        | France                |                       |
| Vélo Club Saintannais                | France                |                       |
| Gwada Bikers 118                     | France                |                       |
| Embrace The World Cycling            | Allemagne             |                       |
| Union Vélocipédique de Marie-Galante | France                |                       |
| Excelsior                            | France                |                       |
| USR Vélo STPA                        | France                |                       |
| AC du Levant                         | France                |                       |
| Jeunesse Cycliste des Abymes         | France                |                       |
| Air Antilles Barbade                 | Barbade               |                       |
| Union Vélocipédique du Nord          | France                |                       |
| Vélo d'Or du Centre et de la Caraïbe | France                |                       |
| Rayon d'Argent                       | France                |                       |
| ASC Karak                            | France                |                       |
| Uni Sport Lamentinois                | France                |                       |
| Team USC Goyave                      | France                |                       |

### Favoris
Le tenant du titre, le Guadeloupéen Boris Carène (Team Carène Cycling Développement), renonce à prendre le départ du Tour en raison d'une chute survenue un mois avant le départ le 5 juillet. Cela permet aux Français Adrien Guillonnet (Interpro Cycling Academy et Maxime Urruty (Team Pro Immo Nicolas Roux) de prendre les tuniques de favoris au départ du Tour.
L'Allemand Frederik Dombrowski, le Kazakh Matvey Nikitin, le Guadeloupéen Cédric Locatin et le Martiniquais Cédric Eustache sont également annoncés comme favoris par les médias locaux.

### Primes
Les prix sont attribués suivant le barème de l'UCI,.
| Position           | 1er     | 2e      | 3e    | 4e    | 5e    | 6e    | 7e    | 8e    | 9e    | 10e à 20e |
| Classement général | 2 105 € | 1 055 € | 525 € | 265 € | 210 € | 158 € | 158 € | 107 € | 107 € | 50 €      |
| Par étape          | 1 205 € | 600 €   | 300 € | 150 € | 120 € | 90 €  | 90 €  | 60 €  | 60 €  | 30 €      |
| Par demi-étape     | 900 €   | 455 €   | 225 € | 115 € | 90 €  | 68 €  | 68 €  | 47 €  | 47 €  | 20 €      |

## Étapes
| Étape      | Date    | Villes étapes                       | type                        | Distance (km) | Vainqueur d'étape   | Leader du classement général |
| ---------- | ------- | ----------------------------------- | --------------------------- | ------------- | ------------------- | ---------------------------- |
| Prologue   | 2 août  | Le Moule – Le Moule                 | prologue                    | 1,7           | Larry Lutin         | Larry Lutin                  |
| 1re étape  | 3 août  | Le Moule – Petit-Bourg              | étape de plaine             | 168,3         | Maxime Urruty       | Maxime Urruty                |
| 2e étape   | 4 août  | Petit-Bourg – Basse-Terre           | étape de plaine             | 158           | Yonathan Salinas    | Adrien Guillonnet            |
| 3e étape   | 5 août  | Basse-Terre – Bouillante            | étape vallonnée             | 153           | Frederik Dombrowski | Adrien Guillonnet            |
| 4e étape   | 6 août  | Bouillante – Sainte-Rose            | étape vallonnée             | 156           | Kéran Barolin       | Adrien Guillonnet            |
| 5e étape   | 7 août  | Sainte-Rose – Sainte-Anne           | étape de plaine             | 149,5         | Marcel Fröse        | Adrien Guillonnet            |
| 6e étape   | 8 août  | Sainte-Anne – Saint-Claude          | étape de montagne           | 126           | Adrien Guillonnet   | Adrien Guillonnet            |
| 7e étape   | 9 août  | Saint-Claude – Petit-Canal          | étape de plaine             | 154           | Nicolas Thomasson   | Adrien Guillonnet            |
| 8e a étape | 10 août | Petit-Canal – Capesterre-Belle-Eau  | étape de plaine             | 86            | Larry Lutin         | Adrien Guillonnet            |
| 8e b étape | 10 août | Capesterre-Belle-Eau – Baie-Mahault | contre-la-montre individuel | 23,8          | Gaëtan Bille        | Adrien Guillonnet            |
| 9e étape   | 11 août | Baie-Mahault – Les Abymes           | étape de plaine             | 133           | Killian Larpe       | Adrien Guillonnet            |

## Déroulement de la course

### Prologue
| Classement du prologue | Classement du prologue | Classement du prologue | Classement du prologue           | Classement du prologue |
|                        | Coureur                | Pays                   | Équipe                           | Temps                  |
| ---------------------- | ---------------------- | ---------------------- | -------------------------------- | ---------------------- |
| 1er                    | Larry Lutin            | France                 | Team Karukera Assainissement PDL | en 0 h 1 min 47 s      |
| 2e                     | Kenny Jean-Jacques     | France                 | Excelsior                        | + 1 s                  |
| 3e                     | Hermann Keller         | Allemagne              | Embrace The World Cycling        | + 1 s                  |
| 4e                     | Gaëtan Bille           | Belgique               | Uni Sport Lamentinois            | + 1 s                  |
| 5e                     | Steffan Duffner        | Allemagne              | Embrace The World Cycling        | + 2 s                  |
| 6e                     | Marcel Peschges        | Allemagne              | Embrace The World Cycling        | + 2 s                  |
| 7e                     | Adrien Alidor          | France                 | USR Vélo STPA                    | + 2 s                  |
| 8e                     | Cédric Locatin         | France                 | Excelsior                        | + 2 s                  |
| 9e                     | Anthony Damas          | France                 | Excelsior                        | + 2 s                  |
| 10e                    | Collins Phaëton        | France                 | ASC Karak                        | + 2 s                  |
| modifier               |                        |                        |                                  |                        |

| Classement général | Classement général | Classement général | Classement général               | Classement général |
|                    | Coureur            | Pays               | Équipe                           | Temps              |
| ------------------ | ------------------ | ------------------ | -------------------------------- | ------------------ |
| 1er                | Larry Lutin        | France             | Team Karukera Assainissement PDL | en 0 h 1 min 47 s  |
| 2e                 | Kenny Jean-Jacques | France             | Excelsior                        | + 1 s              |
| 3e                 | Hermann Keller     | Allemagne          | Embrace The World Cycling        | + 1 s              |
| 4e                 | Gaëtan Bille       | Belgique           | Uni Sport Lamentinois            | + 1 s              |
| 5e                 | Steffan Duffner    | Allemagne          | Embrace The World Cycling        | + 2 s              |
| 6e                 | Marcel Peschges    | Allemagne          | Embrace The World Cycling        | + 2 s              |
| 7e                 | Adrien Alidor      | France             | USR Vélo STPA                    | + 2 s              |
| 8e                 | Cédric Locatin     | France             | Excelsior                        | + 2 s              |
| 9e                 | Anthony Damas      | France             | Excelsior                        | + 2 s              |
| 10e                | Collins Phaëton    | France             | ASC Karak                        | + 2 s              |
| modifier           |                    |                    |                                  |                    |

### 1reétape
| Classement de l'étape | Classement de l'étape | Classement de l'étape  | Classement de l'étape                | Classement de l'étape |
|                       | Coureur               | Pays                   | Équipe                               | Temps                 |
| --------------------- | --------------------- | ---------------------- | ------------------------------------ | --------------------- |
| 1er                   | Maxime Urruty         | France                 | Team Pro Immo Nicolas Roux           | en 3 h 49 min 37 s    |
| 2e                    | Adrien Guillonnet     | France                 | Interpro Cycling Academy             | + 0 s                 |
| 3e                    | Matvey Nikitin        | Kazakhstan             | Vino-Astana Motors                   | + 2 s                 |
| 4e                    | Killian Larpe         | France                 | Team U Cube 17                       | + 2 s                 |
| 5e                    | Pierre Almeida        | France                 | Team Pro Immo Nicolas Roux           | + 4 s                 |
| 6e                    | Vadim Pronskiy        | Kazakhstan             | Vino-Astana Motors                   | + 44 s                |
| 7e                    | Freddy Vargas         | Venezuela              | Union Vélocipédique de Marie-Galante | + 49 s                |
| 8e                    | Yorman Fuentes        | Venezuela              | Gwada Bikers 118                     | + 49 s                |
| 9e                    | Miguel Luis Álvarez   | Mexique                | Inteja-Imca-Ridea DCT                | + 53 s                |
| 10e                   | Diego Milán           | République dominicaine | Inteja-Imca-Ridea DCT                | + 57 s                |
| modifier              |                       |                        |                                      |                       |

| Classement général | Classement général  | Classement général     | Classement général                   | Classement général |
|                    | Coureur             | Pays                   | Équipe                               | Temps              |
| ------------------ | ------------------- | ---------------------- | ------------------------------------ | ------------------ |
| 1er                | Maxime Urruty       | France                 | Team Pro Immo Nicolas Roux           | en 3 h 51 min 16 s |
| 2e                 | Adrien Guillonnet   | France                 | Interpro Cycling Academy             | + 7 s              |
| 3e                 | Pierre Almeida      | France                 | Team Pro Immo Nicolas Roux           | + 13 s             |
| 4e                 | Matvey Nikitin      | Kazakhstan             | Vino-Astana Motors                   | + 13 s             |
| 5e                 | Killian Larpe       | France                 | Team U Cube 17                       | + 18 s             |
| 6e                 | Vadim Pronskiy      | Kazakhstan             | Vino-Astana Motors                   | + 56 s             |
| 7e                 | Yorman Fuentes      | Venezuela              | Gwada Bikers 118                     | + 1 min 1 s        |
| 8e                 | Miguel Luis Álvarez | Mexique                | Inteja-Imca-Ridea DCT                | + 1 min 5 s        |
| 9e                 | Diego Milán         | République dominicaine | Inteja-Imca-Ridea DCT                | + 1 min 9 s        |
| 10e                | Freddy Vargas       | Venezuela              | Union Vélocipédique de Marie-Galante | + 1 min 10 s       |
| modifier           |                     |                        |                                      |                    |

### 2eétape
| Classement de l'étape | Classement de l'étape | Classement de l'étape  | Classement de l'étape                | Classement de l'étape |
|                       | Coureur               | Pays                   | Équipe                               | Temps                 |
| --------------------- | --------------------- | ---------------------- | ------------------------------------ | --------------------- |
| 1er                   | Yonathan Salinas      | Venezuela              | Uni Sport Lamentinois                | en 3 h 46 min 46 s    |
| 2e                    | Adrien Guillonnet     | France                 | Interpro Cycling Academy             | + 5 s                 |
| 3e                    | Vadim Pronskiy        | Kazakhstan             | Vino-Astana Motors                   | + 5 s                 |
| 4e                    | Edwin Sánchez         | Colombie               | Team Carène Cycling Développement    | + 14 s                |
| 5e                    | Diego Milán           | République dominicaine | Inteja-Imca-Ridea DCT                | + 35 s                |
| 6e                    | Matvey Nikitin        | Kazakhstan             | Vino-Astana Motors                   | + 37 s                |
| 7e                    | José Rujano           | Venezuela              | Uni Sport Lamentinois                | + 37 s                |
| 8e                    | Maxime Urruty         | France                 | Team Pro Immo Nicolas Roux           | + 37 s                |
| 9e                    | Freddy Vargas         | Venezuela              | Union Vélocipédique de Marie-Galante | + 37 s                |
| 10e                   | Frederik Dombrowski   | Allemagne              | Embrace The World Cycling            | + 37 s                |
| modifier              |                       |                        |                                      |                       |

| Classement général | Classement général  | Classement général     | Classement général                   | Classement général |
|                    | Coureur             | Pays                   | Équipe                               | Temps              |
| ------------------ | ------------------- | ---------------------- | ------------------------------------ | ------------------ |
| 1er                | Adrien Guillonnet   | France                 | Interpro Cycling Academy             | en 7 h 38 min 8 s  |
| 2e                 | Maxime Urruty       | France                 | Team Pro Immo Nicolas Roux           | + 31 s             |
| 3e                 | Matvey Nikitin      | Kazakhstan             | Vino-Astana Motors                   | + 44 s             |
| 4e                 | Vadim Pronskiy      | Kazakhstan             | Vino-Astana Motors                   | + 51 s             |
| 5e                 | Diego Milán         | République dominicaine | Inteja-Imca-Ridea DCT                | + 1 min 33 s       |
| 6e                 | Freddy Vargas       | Venezuela              | Union Vélocipédique de Marie-Galante | + 1 min 41 s       |
| 7e                 | José Rujano         | Venezuela              | Uni Sport Lamentinois                | + 1 min 50 s       |
| 8e                 | Miguel Luis Álvarez | Mexique                | Inteja-Imca-Ridea DCT                | + 1 min 59 s       |
| 9e                 | Killian Larpe       | France                 | Team U Cube 17                       | + 2 min 44 s       |
| 10e                | Pierre Almeida      | France                 | Team Pro Immo Nicolas Roux           | + 2 min 49 s       |
| modifier           |                     |                        |                                      |                    |

### 3eétape
| Classement de l'étape | Classement de l'étape | Classement de l'étape  | Classement de l'étape      | Classement de l'étape |
|                       | Coureur               | Pays                   | Équipe                     | Temps                 |
| --------------------- | --------------------- | ---------------------- | -------------------------- | --------------------- |
| 1er                   | Frederik Dombrowski   | Allemagne              | Embrace The World Cycling  | en 3 h 50 min 6 s     |
| 2e                    | Ben Carman            | Australie              | Team U Cube 17             | + 1 min 34 s          |
| 3e                    | Miguel Luis Álvarez   | Mexique                | Inteja-Imca-Ridea DCT      | + 1 min 40 s          |
| 4e                    | Pierre Almeida        | France                 | Team Pro Immo Nicolas Roux | + 1 min 44 s          |
| 5e                    | Adrien Guillonnet     | France                 | Interpro Cycling Academy   | + 1 min 56 s          |
| 6e                    | Diego Milán           | République dominicaine | Inteja-Imca-Ridea DCT      | + 1 min 56 s          |
| 7e                    | Vadim Pronskiy        | Kazakhstan             | Vino-Astana Motors         | + 1 min 56 s          |
| 8e                    | Cédric Locatin        | France                 | Excelsior                  | + 1 min 56 s          |
| 9e                    | Thomas Chassagne      | France                 | Team Pro Immo Nicolas Roux | + 2 min 0 s           |
| 10e                   | José Rujano           | Venezuela              | Uni Sport Lamentinois      | + 2 min 4 s           |
| modifier              |                       |                        |                            |                       |

| Classement général | Classement général  | Classement général     | Classement général                   | Classement général  |
|                    | Coureur             | Pays                   | Équipe                               | Temps               |
| ------------------ | ------------------- | ---------------------- | ------------------------------------ | ------------------- |
| 1er                | Adrien Guillonnet   | France                 | Interpro Cycling Academy             | en 11 h 30 min 10 s |
| 2e                 | Vadim Pronskiy      | Kazakhstan             | Vino-Astana Motors                   | + 51 s              |
| 3e                 | Frederik Dombrowski | Allemagne              | Embrace The World Cycling            | + 1 min 29 s        |
| 4e                 | Diego Milán         | République dominicaine | Inteja-Imca-Ridea DCT                | + 1 min 32 s        |
| 5e                 | Miguel Luis Álvarez | Mexique                | Inteja-Imca-Ridea DCT                | + 1 min 39 s        |
| 6e                 | José Rujano         | Venezuela              | Uni Sport Lamentinois                | + 1 min 58 s        |
| 7e                 | Maxime Urruty       | France                 | Team Pro Immo Nicolas Roux           | + 2 min 1 s         |
| 8e                 | Pierre Almeida      | France                 | Team Pro Immo Nicolas Roux           | + 2 min 37 s        |
| 9e                 | Matvey Nikitin      | Kazakhstan             | Vino-Astana Motors                   | + 3 min 26 s        |
| 10e                | Freddy Vargas       | Venezuela              | Union Vélocipédique de Marie-Galante | + 4 min 28 s        |
| modifier           |                     |                        |                                      |                     |

### 4eétape
| Classement de l'étape | Classement de l'étape | Classement de l'étape | Classement de l'étape                | Classement de l'étape |
|                       | Coureur               | Pays                  | Équipe                               | Temps                 |
| --------------------- | --------------------- | --------------------- | ------------------------------------ | --------------------- |
| 1er                   | Kéran Barolin         | France                | Union Vélocipédique du Nord          | en 3 h 59 min 17 s    |
| 2e                    | Jordy Pruneau         | France                | CSC Abymienne-Propreté 2000          | + 0 s                 |
| 3e                    | Yonathan Salinas      | Venezuela             | Uni Sport Lamentinois                | + 1 s                 |
| 4e                    | Yevgeniy Fedorov      | Kazakhstan            | Vino-Astana Motors                   | + 1 s                 |
| 5e                    | Miguel Luis Álvarez   | Mexique               | Inteja-Imca-Ridea DCT                | + 4 s                 |
| 6e                    | Samy Aurignac         | France                | Vélo d'Or du Centre et de la Caraïbe | + 4 s                 |
| 7e                    | Pierre Almeida        | France                | Team Pro Immo Nicolas Roux           | + 4 s                 |
| 8e                    | Cédric Locatin        | France                | Excelsior                            | + 4 s                 |
| 9e                    | John Nava             | Venezuela             | Gwada Bikers 118                     | + 4 s                 |
| 10e                   | Grégory Blondin       | France                | Excelsior                            | + 8 s                 |
| modifier              |                       |                       |                                      |                       |

| Classement général | Classement général  | Classement général     | Classement général                   | Classement général  |
|                    | Coureur             | Pays                   | Équipe                               | Temps               |
| ------------------ | ------------------- | ---------------------- | ------------------------------------ | ------------------- |
| 1er                | Adrien Guillonnet   | France                 | Interpro Cycling Academy             | en 15 h 30 min 44 s |
| 2e                 | Miguel Luis Álvarez | Mexique                | Inteja-Imca-Ridea DCT                | + 26 s              |
| 3e                 | Vadim Pronskiy      | Kazakhstan             | Vino-Astana Motors                   | + 51 s              |
| 4e                 | Pierre Almeida      | France                 | Team Pro Immo Nicolas Roux           | + 1 min 24 s        |
| 5e                 | Frederik Dombrowski | Allemagne              | Embrace The World Cycling            | + 1 min 29 s        |
| 6e                 | Diego Milán         | République dominicaine | Inteja-Imca-Ridea DCT                | + 1 min 32 s        |
| 7e                 | José Rujano         | Venezuela              | Uni Sport Lamentinois                | + 1 min 56 s        |
| 8e                 | Maxime Urruty       | France                 | Team Pro Immo Nicolas Roux           | + 2 min 1 s         |
| 9e                 | Matvey Nikitin      | Kazakhstan             | Vino-Astana Motors                   | + 3 min 26 s        |
| 10e                | Samy Aurignac       | France                 | Vélo d'Or du Centre et de la Caraïbe | + 4 min 13 s        |
| modifier           |                     |                        |                                      |                     |

### 5eétape
| Classement de l'étape | Classement de l'étape | Classement de l'étape | Classement de l'étape             | Classement de l'étape |
|                       | Coureur               | Pays                  | Équipe                            | Temps                 |
| --------------------- | --------------------- | --------------------- | --------------------------------- | --------------------- |
| 1er                   | Marcel Fröse          | Allemagne             | Rockpalast Matrix Racing Team     | en 3 h 24 min 44 s    |
| 2e                    | Kéran Barolin         | France                | Union Vélocipédique du Nord       | + 0 s                 |
| 3e                    | Kendric Clavier       | France                | USR Vélo STPA                     | + 2 s                 |
| 4e                    | Adrien Alidor         | France                | USR Vélo STPA                     | + 10 s                |
| 5e                    | Nicolas Thomasson     | France                | Team Pro Immo Nicolas Roux        | + 10 s                |
| 6e                    | Cédric Locatin        | France                | Excelsior                         | + 10 s                |
| 7e                    | Anthony Damas         | France                | Excelsior                         | + 10 s                |
| 8e                    | Yorman Fuentes        | Venezuela             | Gwada Bikers 118                  | + 10 s                |
| 9e                    | Edwin Sánchez         | Colombie              | Team Carène Cycling Développement | + 10 s                |
| 10e                   | Laury Théophile       | France                | Jeunesse Cycliste des Abymes      | + 10 s                |
| modifier              |                       |                       |                                   |                       |

| Classement général | Classement général  | Classement général     | Classement général                   | Classement général  |
|                    | Coureur             | Pays                   | Équipe                               | Temps               |
| ------------------ | ------------------- | ---------------------- | ------------------------------------ | ------------------- |
| 1er                | Adrien Guillonnet   | France                 | Interpro Cycling Academy             | en 18 h 55 min 38 s |
| 2e                 | Miguel Luis Álvarez | Mexique                | Inteja-Imca-Ridea DCT                | + 26 s              |
| 3e                 | Vadim Pronskiy      | Kazakhstan             | Vino-Astana Motors                   | + 51 s              |
| 4e                 | Pierre Almeida      | France                 | Team Pro Immo Nicolas Roux           | + 1 min 24 s        |
| 5e                 | Frederik Dombrowski | Allemagne              | Embrace The World Cycling            | + 1 min 29 s        |
| 6e                 | Diego Milán         | République dominicaine | Inteja-Imca-Ridea DCT                | + 1 min 30 s        |
| 7e                 | José Rujano         | Venezuela              | Uni Sport Lamentinois                | + 1 min 56 s        |
| 8e                 | Maxime Urruty       | France                 | Team Pro Immo Nicolas Roux           | + 2 min 1 s         |
| 9e                 | Matvey Nikitin      | Kazakhstan             | Vino-Astana Motors                   | + 3 min 26 s        |
| 10e                | Samy Aurignac       | France                 | Vélo d'Or du Centre et de la Caraïbe | + 4 min 13 s        |
| modifier           |                     |                        |                                      |                     |

### 6eétape
| Classement de l'étape | Classement de l'étape | Classement de l'étape  | Classement de l'étape             | Classement de l'étape |
|                       | Coureur               | Pays                   | Équipe                            | Temps                 |
| --------------------- | --------------------- | ---------------------- | --------------------------------- | --------------------- |
| 1er                   | Adrien Guillonnet     | France                 | Interpro Cycling Academy          | en 3 h 23 min 1 s     |
| 2e                    | Frederik Dombrowski   | Allemagne              | Embrace The World Cycling         | + 49 s                |
| 3e                    | John Nava             | Venezuela              | Gwada Bikers 118                  | + 59 s                |
| 4e                    | Vadim Pronskiy        | Kazakhstan             | Vino-Astana Motors                | + 1 min 12 s          |
| 5e                    | Edwin Sánchez         | Colombie               | Team Carène Cycling Développement | + 1 min 57 s          |
| 6e                    | Ben Carman            | Australie              | Team U Cube 17                    | + 2 min 9 s           |
| 7e                    | Cédric Locatin        | France                 | Excelsior                         | + 2 min 22 s          |
| 8e                    | Pierre Almeida        | France                 | Team Pro Immo Nicolas Roux        | + 2 min 50 s          |
| 9e                    | Killian Larpe         | France                 | Team U Cube 17                    | + 3 min 11 s          |
| 10e                   | Diego Milán           | République dominicaine | Inteja-Imca-Ridea DCT             | + 3 min 19 s          |
| modifier              |                       |                        |                                   |                       |

| Classement général | Classement général  | Classement général     | Classement général                | Classement général  |
|                    | Coureur             | Pays                   | Équipe                            | Temps               |
| ------------------ | ------------------- | ---------------------- | --------------------------------- | ------------------- |
| 1er                | Adrien Guillonnet   | France                 | Interpro Cycling Academy          | en 22 h 18 min 29 s |
| 2e                 | Vadim Pronskiy      | Kazakhstan             | Vino-Astana Motors                | + 2 min 13 s        |
| 3e                 | Frederik Dombrowski | Allemagne              | Embrace The World Cycling         | + 2 min 22 s        |
| 4e                 | Pierre Almeida      | France                 | Team Pro Immo Nicolas Roux        | + 4 min 24 s        |
| 5e                 | Diego Milán         | République dominicaine | Inteja-Imca-Ridea DCT             | + 4 min 59 s        |
| 6e                 | Miguel Luis Álvarez | Mexique                | Inteja-Imca-Ridea DCT             | + 5 min 38 s        |
| 7e                 | John Nava           | Venezuela              | Gwada Bikers 118                  | + 5 min 55 s        |
| 8e                 | José Rujano         | Venezuela              | Uni Sport Lamentinois             | + 6 min 53 s        |
| 9e                 | Cédric Locatin      | France                 | Excelsior                         | + 7 min 31 s        |
| 10e                | Edwin Sánchez       | Colombie               | Team Carène Cycling Développement | + 7 min 38 s        |
| modifier           |                     |                        |                                   |                     |

### 7eétape
| Classement de l'étape | Classement de l'étape | Classement de l'étape | Classement de l'étape             | Classement de l'étape |
|                       | Coureur               | Pays                  | Équipe                            | Temps                 |
| --------------------- | --------------------- | --------------------- | --------------------------------- | --------------------- |
| 1er                   | Nicolas Thomasson     | France                | Team Pro Immo Nicolas Roux        | en 3 h 46 min 29 s    |
| 2e                    | Yorman Fuentes        | Venezuela             | Gwada Bikers 118                  | + 0 s                 |
| 3e                    | Yonathan Salinas      | Venezuela             | Uni Sport Lamentinois             | + 0 s                 |
| 4e                    | Axel Carnier          | France                | CSC Abymienne-Propreté 2000       | + 0 s                 |
| 5e                    | Edwin Sánchez         | Colombie              | Team Carène Cycling Développement | + 3 s                 |
| 6e                    | Maxime Urruty         | France                | Team Pro Immo Nicolas Roux        | + 32 s                |
| 7e                    | Jelle Donders         | Belgique              | Team Dauner D&DQ-Akkon            | + 32 s                |
| 8e                    | Marcel Fröse          | Allemagne             | Rockpalast Matrix Racing Team     | + 32 s                |
| 9e                    | Ronald Géran          | France                | CSC Abymienne-Propreté 2000       | + 32 s                |
| 10e                   | Carl Legrand          | France                | Union Vélocipédique du Nord       | + 32 s                |
| modifier              |                       |                       |                                   |                       |

| Classement général | Classement général  | Classement général     | Classement général                | Classement général |
|                    | Coureur             | Pays                   | Équipe                            | Temps              |
| ------------------ | ------------------- | ---------------------- | --------------------------------- | ------------------ |
| 1er                | Adrien Guillonnet   | France                 | Interpro Cycling Academy          | en 26 h 5 min 30 s |
| 2e                 | Vadim Pronskiy      | Kazakhstan             | Vino-Astana Motors                | + 2 min 13 s       |
| 3e                 | Frederik Dombrowski | Allemagne              | Embrace The World Cycling         | + 2 min 42 s       |
| 4e                 | Pierre Almeida      | France                 | Team Pro Immo Nicolas Roux        | + 4 min 24 s       |
| 5e                 | Diego Milán         | République dominicaine | Inteja-Imca-Ridea DCT             | + 4 min 50 s       |
| 6e                 | Miguel Luis Álvarez | Mexique                | Inteja-Imca-Ridea DCT             | + 5 min 38 s       |
| 7e                 | John Nava           | Venezuela              | Gwada Bikers 118                  | + 5 min 55 s       |
| 8e                 | José Rujano         | Venezuela              | Uni Sport Lamentinois             | + 6 min 53 s       |
| 9e                 | Edwin Sánchez       | Colombie               | Team Carène Cycling Développement | + 7 min 7 s        |
| 10e                | Cédric Locatin      | France                 | Excelsior                         | + 7 min 30 s       |
| modifier           |                     |                        |                                   |                    |

### 8ea étape
| Classement de l'étape | Classement de l'étape | Classement de l'étape  | Classement de l'étape             | Classement de l'étape |
|                       | Coureur               | Pays                   | Équipe                            | Temps                 |
| --------------------- | --------------------- | ---------------------- | --------------------------------- | --------------------- |
| 1er                   | Larry Lutin           | France                 | Team Karukera Assainissement PDL  | en 1 h 53 min 48 s    |
| 2e                    | Diego Milán           | République dominicaine | Inteja-Imca-Ridea DCT             | + 0 s                 |
| 3e                    | Adam Pierzga          | Pologne                | Team Carène Cycling Développement | + 0 s                 |
| 4e                    | Hermann Keller        | Allemagne              | Embrace The World Cycling         | + 0 s                 |
| 5e                    | Stéphane Larochelle   | France                 | USR Vélo STPA                     | + 0 s                 |
| 6e                    | William Bondot        | France                 | Vélo Club Saintannais             | + 0 s                 |
| 7e                    | Gleb Brussenskiy      | Kazakhstan             | Vino-Astana Motors                | + 0 s                 |
| 8e                    | Régis Miny            | France                 | ASC Karak                         | + 0 s                 |
| 9e                    | Anthony Damas         | France                 | Excelsior                         | + 0 s                 |
| 10e                   | Marcel Fröse          | Allemagne              | Rockpalast Matrix Racing Team     | + 0 s                 |
| modifier              |                       |                        |                                   |                       |

| Classement général | Classement général  | Classement général     | Classement général                | Classement général  |
|                    | Coureur             | Pays                   | Équipe                            | Temps               |
| ------------------ | ------------------- | ---------------------- | --------------------------------- | ------------------- |
| 1er                | Adrien Guillonnet   | France                 | Interpro Cycling Academy          | en 27 h 59 min 18 s |
| 2e                 | Vadim Pronskiy      | Kazakhstan             | Vino-Astana Motors                | + 2 min 13 s        |
| 3e                 | Frederik Dombrowski | Allemagne              | Embrace The World Cycling         | + 2 min 42 s        |
| 4e                 | Pierre Almeida      | France                 | Team Pro Immo Nicolas Roux        | + 4 min 24 s        |
| 5e                 | Diego Milán         | République dominicaine | Inteja-Imca-Ridea DCT             | + 4 min 44 s        |
| 6e                 | Miguel Luis Álvarez | Mexique                | Inteja-Imca-Ridea DCT             | + 5 min 38 s        |
| 7e                 | John Nava           | Venezuela              | Gwada Bikers 118                  | + 5 min 55 s        |
| 8e                 | José Rujano         | Venezuela              | Uni Sport Lamentinois             | + 6 min 53 s        |
| 9e                 | Edwin Sánchez       | Colombie               | Team Carène Cycling Développement | + 7 min 7 s         |
| 10e                | Cédric Locatin      | France                 | Excelsior                         | + 7 min 30 s        |
| modifier           |                     |                        |                                   |                     |

### 8eb étape
| Classement de l'étape | Classement de l'étape    | Classement de l'étape | Classement de l'étape             | Classement de l'étape |
|                       | Coureur                  | Pays                  | Équipe                            | Temps                 |
| --------------------- | ------------------------ | --------------------- | --------------------------------- | --------------------- |
| 1er                   | Gaëtan Bille             | Belgique              | Uni Sport Lamentinois             | en 29 min 38 s        |
| 2e                    | Julian Braun             | Allemagne             | Team Dauner D&DQ-Akkon            | + 45 s                |
| 3e                    | Cédric Locatin           | France                | Excelsior                         | + 53 s                |
| 4e                    | Edwin Sánchez            | Colombie              | Team Carène Cycling Développement | + 57 s                |
| 5e                    | Yevgeniy Fedorov         | Kazakhstan            | Vino-Astana Motors                | + 1 min 13 s          |
| 6e                    | Sébastien Fournet-Fayard | France                | Team Pro Immo Nicolas Roux        | + 1 min 18 s          |
| 7e                    | Adam Pierzga             | Pologne               | Team Carène Cycling Développement | + 1 min 34 s          |
| 8e                    | Thomas Chassagne         | France                | Team Pro Immo Nicolas Roux        | + 1 min 43 s          |
| 9e                    | Frederik Dombrowski      | Allemagne             | Embrace The World Cycling         | + 1 min 53 s          |
| 10e                   | Vadim Pronskiy           | Kazakhstan            | Vino-Astana Motors                | + 1 min 54 s          |
| modifier              |                          |                       |                                   |                       |

| Classement général | Classement général  | Classement général     | Classement général                | Classement général  |
|                    | Coureur             | Pays                   | Équipe                            | Temps               |
| ------------------ | ------------------- | ---------------------- | --------------------------------- | ------------------- |
| 1er                | Adrien Guillonnet   | France                 | Interpro Cycling Academy          | en 28 h 31 min 37 s |
| 2e                 | Vadim Pronskiy      | Kazakhstan             | Vino-Astana Motors                | + 1 min 26 s        |
| 3e                 | Frederik Dombrowski | Allemagne              | Embrace The World Cycling         | + 1 min 54 s        |
| 4e                 | Pierre Almeida      | France                 | Team Pro Immo Nicolas Roux        | + 4 min 11 s        |
| 5e                 | Diego Milán         | République dominicaine | Inteja-Imca-Ridea DCT             | + 4 min 54 s        |
| 6e                 | John Nava           | Venezuela              | Gwada Bikers 118                  | + 5 min 20 s        |
| 7e                 | Edwin Sánchez       | Colombie               | Team Carène Cycling Développement | + 5 min 23 s        |
| 8e                 | Cédric Locatin      | France                 | Excelsior                         | + 5 min 40 s        |
| 9e                 | Miguel Luis Álvarez | Mexique                | Inteja-Imca-Ridea DCT             | + 6 min 9 s         |
| 10e                | José Rujano         | Venezuela              | Uni Sport Lamentinois             | + 6 min 14 s        |
| modifier           |                     |                        |                                   |                     |

### 9eétape
| Classement de l'étape | Classement de l'étape | Classement de l'étape  | Classement de l'étape             | Classement de l'étape |
|                       | Coureur               | Pays                   | Équipe                            | Temps                 |
| --------------------- | --------------------- | ---------------------- | --------------------------------- | --------------------- |
| 1er                   | Killian Larpe         | France                 | Team U Cube 17                    | en 3 h 7 min 2 s      |
| 2e                    | Thomas Chassagne      | France                 | Team Pro Immo Nicolas Roux        | + 2 s                 |
| 3e                    | Julien Lamy           | France                 | Team U Cube 17                    | + 2 s                 |
| 4e                    | Yonathan Salinas      | Venezuela              | Uni Sport Lamentinois             | + 25 s                |
| 5e                    | Hermann Keller        | Allemagne              | Embrace The World Cycling         | + 25 s                |
| 6e                    | Adam Pierzga          | Pologne                | Team Carène Cycling Développement | + 25 s                |
| 7e                    | Maxime Urruty         | France                 | Team Pro Immo Nicolas Roux        | + 25 s                |
| 8e                    | Diego Milán           | République dominicaine | Inteja-Imca-Ridea DCT             | + 25 s                |
| 9e                    | William Bondot        | France                 | Vélo Club Saintannais             | + 25 s                |
| 10e                   | Adrien Urcel          | France                 | Team USC Goyave                   | + 25 s                |
| modifier              |                       |                        |                                   |                       |

## Classements finals

### Classement général final
| Classement général | Classement général  | Classement général     | Classement général                | Classement général |
|                    | Coureur             | Pays                   | Équipe                            | Temps              |
| ------------------ | ------------------- | ---------------------- | --------------------------------- | ------------------ |
| 1er                | Adrien Guillonnet   | France                 | Interpro Cycling Academy          | en 31 h 39 min 4 s |
| 2e                 | Vadim Pronskiy      | Kazakhstan             | Vino-Astana Motors                | + 1 min 26 s       |
| 3e                 | Frederik Dombrowski | Allemagne              | Embrace The World Cycling         | + 1 min 54 s       |
| 4e                 | Pierre Almeida      | France                 | Team Pro Immo Nicolas Roux        | + 4 min 11 s       |
| 5e                 | Diego Milán         | République dominicaine | Inteja-Imca-Ridea DCT             | + 4 min 54 s       |
| 6e                 | John Nava           | Venezuela              | Gwada Bikers 118                  | + 5 min 20 s       |
| 7e                 | Edwin Sánchez       | Colombie               | Team Carène Cycling Développement | + 5 min 23 s       |
| 8e                 | Cédric Locatin      | France                 | Excelsior                         | + 5 min 40 s       |
| 9e                 | Miguel Luis Álvarez | Mexique                | Inteja-Imca-Ridea DCT             | + 6 min 9 s        |
| 10e                | José Rujano         | Venezuela              | Uni Sport Lamentinois             | + 6 min 14 s       |
| modifier           |                     |                        |                                   |                    |

### Classements annexes
| Classement par points | Classement par points | Classement par points  | Classement par points    | Classement par points |
| --------------------- | --------------------- | ---------------------- | ------------------------ | --------------------- |
|                       | Coureur               | Pays                   | Équipe                   | Point(s)              |
| 1er                   | Adrien Guillonnet     | France                 | Interpro Cycling Academy | 77 points             |
| 2e                    | Yonathan Salinas      | Venezuela              | Uni Sport Lamentinois    | 72 pts                |
| 3e                    | Diego Milán           | République dominicaine | Inteja-Imca-Ridea DCT    | 57 pts                |
| modifier              |                       |                        |                          |                       |

| Classement de la montagne | Classement de la montagne | Classement de la montagne | Classement de la montagne  | Classement de la montagne |
| ------------------------- | ------------------------- | ------------------------- | -------------------------- | ------------------------- |
|                           | Coureur                   | Pays                      | Équipe                     | Point(s)                  |
| 1er                       | Yonathan Salinas          | Venezuela                 | Uni Sport Lamentinois      | 105 points                |
| 2e                        | Maxime Urruty             | France                    | Team Pro Immo Nicolas Roux | 47 pts                    |
| 3e                        | Adrien Guillonnet         | France                    | Interpro Cycling Academy   | 41 pts                    |
| modifier                  |                           |                           |                            |                           |

| Classement des points chauds | Classement des points chauds | Classement des points chauds | Classement des points chauds | Classement des points chauds |
| ---------------------------- | ---------------------------- | ---------------------------- | ---------------------------- | ---------------------------- |
|                              | Coureur                      | Pays                         | Équipe                       | Point(s)                     |
| 1er                          | William Guzmán               | République dominicaine       | Inteja-Imca-Ridea DCT        | 39 points                    |
| 2e                           | Diego Milán                  | République dominicaine       | Inteja-Imca-Ridea DCT        | 30 pts                       |
| 3e                           | Maxime Urruty                | France                       | Team Pro Immo Nicolas Roux   | 22 pts                       |
| modifier                     |                              |                              |                              |                              |

| Classement du meilleur jeune | Classement du meilleur jeune | Classement du meilleur jeune | Classement du meilleur jeune | Classement du meilleur jeune |
|                              | Coureur                      | Pays                         | Équipe                       | Temps                        |
| ---------------------------- | ---------------------------- | ---------------------------- | ---------------------------- | ---------------------------- |
| 1er                          | Vadim Pronskiy               | Kazakhstan                   | Vino-Astana Motors           | en 31 h 40 min 30 s          |
| 2e                           | Yevgeniy Fedorov             | Kazakhstan                   | Vino-Astana Motors           | + 10 min 38 s                |
| 3e                           | Abner González               | Porto Rico                   | Inteja-Imca-Ridea DCT        | + 20 min 33 s                |
| modifier                     |                              |                              |                              |                              |

| Classement de la combativité | Classement de la combativité | Classement de la combativité | Classement de la combativité | Classement de la combativité |
| ---------------------------- | ---------------------------- | ---------------------------- | ---------------------------- | ---------------------------- |
|                              | Coureur                      | Pays                         | Équipe                       | Point(s)                     |
| 1er                          | William Guzmán               | République dominicaine       | Inteja-Imca-Ridea DCT        | 18 points                    |
| 2e                           | Adrien Guillonnet            | France                       | Interpro Cycling Academy     | 18 pts                       |
| 3e                           | Diego Milán                  | République dominicaine       | Inteja-Imca-Ridea DCT        | 16 pts                       |
| modifier                     |                              |                              |                              |                              |

| Classement combiné | Classement combiné  | Classement combiné | Classement combiné        | Classement combiné |
| ------------------ | ------------------- | ------------------ | ------------------------- | ------------------ |
|                    | Coureur             | Pays               | Équipe                    | Point(s)           |
| 1er                | Adrien Guillonnet   | France             | Interpro Cycling Academy  | 6 points           |
| 2e                 | Frederik Dombrowski | Allemagne          | Embrace The World Cycling | 15 pts             |
| 3e                 | Vadim Pronskiy      | Kazakhstan         | Vino-Astana Motors        | 18 pts             |
| modifier           |                     |                    |                           |                    |

| \| Classement par équipes[19] \| Classement par équipes[19] \| Classement par équipes[19] \| Classement par équipes[19] \| \| \| Équipe \| Pays \| Temps \| \| -------------------------- \| -------------------------- \| -------------------------- \| -------------------------- \| \| 1re \| Vino-Astana Motors \| Kazakhstan \| en 95 h 24 min 2 s \| \| 2e \| Inteja-Imca-Ridea DCT \| République dominicaine \| + 22 s \| \| 3e \| Team Pro Immo Nicolas Roux \| France \| + 10 min 5 s \| \| modifier \| \| \| \| |                            |                        |                    |
| Classement par équipes |                            |                        |                    |
| | Équipe                     | Pays                   | Temps              |
| 1re | Vino-Astana Motors         | Kazakhstan             | en 95 h 24 min 2 s |
| 2e | Inteja-Imca-Ridea DCT      | République dominicaine | + 22 s             |
| 3e | Team Pro Immo Nicolas Roux | France                 | + 10 min 5 s       |
| modifier |                            |                        |                    |

### UCI Europe Tour
Ce Tour cycliste international de la Guadeloupe attribue des points pour l'UCI Europe Tour 2019, y compris aux coureurs faisant partie d'une équipe ayant un label WorldTeam. De plus la course donne le même nombre de points individuellement à tous les coureurs pour le classement mondial UCI 2019.
| Position           | 1er | 2e | 3e | 4e | 5e | 6e | 7e | 8e à 10e |
| Classement général | 40  | 30 | 25 | 20 | 15 | 10 | 5  | 3        |
| Par étape          | 7   | 3  | 1  |    |    |    |    |          |
| Leader, par étape  | 1   |    |    |    |    |    |    |          |

| Cycliste            | Équipe                            | Général | Étape | Leader | Total |
| ------------------- | --------------------------------- | ------- | ----- | ------ | ----- |
| Adrien Guillonnet   | Interpro Cycling Academy          | 40      | 13    | 8      | 61    |
| Frederik Dombrowski | Embrace The World Cycling         | 25      | 10    | -      | 35    |
| Vadim Pronskiy      | Vino-Astana Motors                | 30      | 1     | -      | 31    |
| Pierre Almeida      | Team Pro Immo Nicolas Roux        | 20      | -     | -      | 20    |
| Diego Milán         | Inteja-Imca-Ridea DCT             | 15      | 3     | -      | 18    |
| Larry Lutin         | Team Karukera Assainissement PDL  | -       | 14    | 1      | 15    |
| John Nava           | Gwada Bikers 118                  | 10      | 1     | -      | 11    |
| Kéran Barolin       | Union Vélocipédique du Nord       | -       | 10    | -      | 10    |
| Yonathan Salinas    | Uni Sport Lamentinois             | -       | 9     | -      | 9     |
| Maxime Urruty       | Team Pro Immo Nicolas Roux        | -       | 7     | 1      | 8     |
| Marcel Fröse        | Rockpalast Matrix Racing Team     | -       | 7     | -      | 7     |
| Nicolas Thomasson   | Team Pro Immo Nicolas Roux        | -       | 7     | -      | 7     |
| Gaëtan Bille        | Uni Sport Lamentinois             | -       | 7     | -      | 7     |
| Killian Larpe       | Team U Cube 17                    | -       | 7     | -      | 7     |
| Edwin Sánchez       | Team Carène Cycling Développement | 5       | -     | -      | 5     |
| Cédric Locatin      | Excelsior                         | 3       | 1     | -      | 4     |
| Miguel Luis Álvarez | Inteja-Imca-Ridea DCT             | 3       | 1     | -      | 4     |
| José Rujano         | Uni Sport Lamentinois             | 3       | -     | -      | 3     |
| Kenny Jean-Jacques  | Excelsior                         | -       | 3     | -      | 3     |
| Ben Carman          | Team U Cube 17                    | -       | 3     | -      | 3     |
| Jordy Pruneau       | CSC Abymienne-Propreté 2000       | -       | 3     | -      | 3     |
| Thomas Chassagne    | Team Pro Immo Nicolas Roux        | -       | 3     | -      | 3     |
| Julian Braun        | Team Dauner D&DQ-Akkon            | -       | 3     | -      | 3     |
| Hermann Keller      | Embrace The World Cycling         | -       | 1     | -      | 1     |
| Matvey Nikitin      | Vino-Astana Motors                | -       | 1     | -      | 1     |
| Kendric Clavier     | USR Vélo STPA                     | -       | 1     | -      | 1     |
| Yorman Fuentes      | Gwada Bikers 118                  | -       | 1     | -      | 1     |
| Adam Pierzga        | Team Carène Cycling Développement | -       | 1     | -      | 1     |
| Julien Lamy         | Team U Cube 17                    | -       | 1     | -      | 1     |

## Évolution des classements
| Étape              | Vainqueur           | Classement général | Classement par points | Classement de la montagne | Classement des points chauds | Classement du meilleur jeune | Classement de la combativité | Classement combiné | Classement par équipes |
| ------------------ | ------------------- | ------------------ | --------------------- | ------------------------- | ---------------------------- | ---------------------------- | ---------------------------- | ------------------ | ---------------------- |
| Prologue           | Larry Lutin         | Larry Lutin        | Non décerné           | Non décerné               | Non décerné                  | Anthony Damas                | Non décerné                  | Non décerné        | Non décerné            |
| 1                  | Maxime Urruty       | Maxime Urruty      | Maxime Urruty         | Adrien Guillonnet         | Pierre Almeida               | Vadim Pronskiy               | Maxime Urruty                | Maxime Urruty      | Vino-Astana Motors     |
| 2                  | Yonathan Salinas    | Adrien Guillonnet  | Adrien Guillonnet     | Yonathan Salinas          | Pierre Almeida               | Vadim Pronskiy               | Adrien Guillonnet            | Adrien Guillonnet  | Vino-Astana Motors     |
| 3                  | Frederik Dombrowski | Adrien Guillonnet  | Adrien Guillonnet     | Yonathan Salinas          | William Guzmán               | Vadim Pronskiy               | Maxime Urruty                | Adrien Guillonnet  | Vino-Astana Motors     |
| 4                  | Kéran Barolin       | Adrien Guillonnet  | Adrien Guillonnet     | Yonathan Salinas          | William Guzmán               | Vadim Pronskiy               | Maxime Urruty                | Adrien Guillonnet  | Vino-Astana Motors     |
| 5                  | Marcel Fröse        | Adrien Guillonnet  | Adrien Guillonnet     | Yonathan Salinas          | William Guzmán               | Vadim Pronskiy               | Kéran Barolin                | Adrien Guillonnet  | Vino-Astana Motors     |
| 6                  | Adrien Guillonnet   | Adrien Guillonnet  | Adrien Guillonnet     | Yonathan Salinas          | William Guzmán               | Vadim Pronskiy               | Adrien Guillonnet            | Adrien Guillonnet  | Vino-Astana Motors     |
| 7                  | Nicolas Thomasson   | Adrien Guillonnet  | Adrien Guillonnet     | Yonathan Salinas          | William Guzmán               | Vadim Pronskiy               | Adrien Guillonnet            | Adrien Guillonnet  | Vino-Astana Motors     |
| 8a                 | Larry Lutin         | Adrien Guillonnet  | Adrien Guillonnet     | Yonathan Salinas          | William Guzmán               | Vadim Pronskiy               | Adrien Guillonnet            | Adrien Guillonnet  | Vino-Astana Motors     |
| 8b                 | Gaëtan Bille        | Adrien Guillonnet  | Adrien Guillonnet     | Yonathan Salinas          | William Guzmán               | Vadim Pronskiy               | William Guzmán               | Adrien Guillonnet  | Vino-Astana Motors     |
| 9                  | Killian Larpe       | Adrien Guillonnet  | Adrien Guillonnet     | Yonathan Salinas          | William Guzmán               | Vadim Pronskiy               | William Guzmán               | Adrien Guillonnet  | Vino-Astana Motors     |
| Classements finals | Classements finals  | Adrien Guillonnet  | Adrien Guillonnet     | Yonathan Salinas          | William Guzmán               | Vadim Pronskiy               | William Guzmán               | Adrien Guillonnet  | Vino-Astana Motors     |

## Liste des participants
- Liste de départ complète

| Légende                                | Légende                                                                                                  | Légende                                | Légende                                                                                                  |
| -------------------------------------- | --- | -------------------------------------- | --- |
| Num                                    | Dossard de départ porté par le coureur sur ce Tour de la Guadeloupe                                      | Pos                                    | Position finale au classement général                                                                    |
| Leader du classement général           | Indique le vainqueur du classement général                                                               | Leader du classement par points        | Indique le vainqueur du classement par points                                                            |
| Leader du classement de la montagne    | Indique le vainqueur du classement de la montagne                                                        | Leader du classement des points chauds | Indique le vainqueur du classement des points chauds                                                     |
| Leader du classement du meilleur jeune | Indique le vainqueur du classement du meilleur jeune                                                     | Leader du classement de la combativité | Indique le vainqueur du classement de la combativité                                                     |
| Leader du classement du combiné        | Indique le vainqueur du classement combiné                                                               | #                                      | Indique la meilleure équipe                                                                              |
| NP                                     | Indique un coureur qui n'a pas pris le départ d'une étape, suivi du numéro de l'étape où il s'est retiré | AB                                     | Indique un coureur qui n'a pas terminé une étape, suivi du numéro de l'étape où il s'est retiré          |
| HD                                     | Indique un coureur qui a terminé une étape hors des délais, suivi du numéro de l'étape                   | *                                      | Indique un coureur en lice pour le classement du meilleur jeune (coureurs nés après le 1er janvier 1997) |
| DSQ                                    | Indique un coureur qui a été disqualifié de la course, suivi du numéro de l'étape                        |                                        | |

| Team Carène Cycling Développement - | Team Carène Cycling Développement - | Team Carène Cycling Développement - |
| ----------------------------------- | ----------------------------------- | ----------------------------------- |
| Num                                 | Coureur                             | Pos                                 |
| 1                                   | Edwin Sánchez (COL)                 | 7e                                  |
| 2                                   | Nicolas Dumont (FRA)                | AB-5                                |
| 3                                   | Luis Sablon (FRA)                   | 34e                                 |
| 4                                   | Adam Pierzga (POL)                  | 18e                                 |
| 5                                   | Martial Gène (FRA)                  | 98e                                 |
| 6                                   | Jorge Luis Martínez (DOM)           | AB-4                                |
| Directeur sportif : Andy Sinnan     |                                     |                                     |

| Rockpalast Matrix Racing Team DCT   | Rockpalast Matrix Racing Team DCT | Rockpalast Matrix Racing Team DCT |
| ----------------------------------- | --------------------------------- | --------------------------------- |
| Num                                 | Coureur                           | Pos                               |
| 11                                  | Timo Niesing (ALL)                | NP-8a                             |
| 12                                  | Marcel Fröse (ALL)                | 78e                               |
| 13                                  | Alexander Bauer (ALL)             | AB-3                              |
| 14                                  | Jesko Vietense (ALL)              | HD-3                              |
| 15                                  | Vitus Obermann (ALL)*             | HD-3                              |
| 16                                  | Mario Boll (ALL)                  | AB-4                              |
| Directeur sportif : Andréas Niesing |                                   |                                   |

| Team Karukera Assainissement PDL - | Team Karukera Assainissement PDL - | Team Karukera Assainissement PDL - |
| ---------------------------------- | ---------------------------------- | ---------------------------------- |
| Num                                | Coureur                            | Pos                                |
| 21                                 | Jules Lanclume (FRA)               | AB-4                               |
| 23                                 | Neddhym Nemorin (FRA)*             | 44e                                |
| 25                                 | Collins Gustave (FRA)              | AB-1                               |
| 26                                 | Larry Lutin (FRA)                  | AB-9                               |
| Directeur sportif : Gérard Lutin   |                                    |                                    |

| Inteja-Imca-Ridea DCT DCT       | Inteja-Imca-Ridea DCT DCT | Inteja-Imca-Ridea DCT DCT |
| ------------------------------- | ------------------------- | ------------------------- |
| Num                             | Coureur                   | Pos                       |
| 31                              | Diego Milán (DOM)         | 5e                        |
| 32                              | Adrián Núñez (DOM)        | 80e                       |
| 33                              | Abner González (PUR)*     | 23e                       |
| 34                              | Elvys Reyes (PUR)         | 43e                       |
| 35                              | Miguel Luis Álvarez (MEX) | 9e                        |
| 36                              | William Guzmán (DOM)      | 64e                       |
| Directeur sportif : Diego Milán |                           |                           |

| Espoir du Sud -                 | Espoir du Sud -        | Espoir du Sud - |
| ------------------------------- | ---------------------- | --------------- |
| Num                             | Coureur                | Pos             |
| 41                              | Arnold Benjamin (FRA)  | 108e            |
| 42                              | Brian Cognon (FRA)*    | AB-4            |
| 43                              | Meving Gène (FRA)*     | 31e             |
| 44                              | Anaël Mathias (FRA)*   | 30e             |
| 45                              | Romaric Turlepin (FRA) | 106e            |
| 46                              | Luiji Arphexad (FRA)   | 111e            |
| Directeur sportif : Willi Noyon |                        |                 |

| Interpro Cycling Academy IPC      | Interpro Cycling Academy IPC | Interpro Cycling Academy IPC |
| --------------------------------- | ---------------------------- | ---------------------------- |
| Num                               | Coureur                      | Pos                          |
| 51                                | Adrien Guillonnet (FRA)      | 1er                          |
| 52                                | David Casanovas (ESP)*       | 55e                          |
| 53                                | Simon Jones (USA)*           | AB-4                         |
| 54                                | Evan Clouse (USA)*           | AB-1                         |
| 55                                | Gauthier Navarro (FRA)*      | AB-1                         |
| 56                                | Florian Hudry (FRA)          | 90e                          |
| Directeur sportif : Damien Garcia |                              |                              |

| Vélo Club Saintannais -         | Vélo Club Saintannais - | Vélo Club Saintannais - |
| ------------------------------- | ----------------------- | ----------------------- |
| Num                             | Coureur                 | Pos                     |
| 61                              | William Bondot (FRA)    | 96e                     |
| 62                              | Kelian Duro (FRA)       | AB-3                    |
| 63                              | Jordan Nacto (FRA)      | 72e                     |
| 64                              | Nicolas Duro (FRA)*     | 76e                     |
| Directeur sportif : Franck Duro |                         |                         |

| Team Dauner D&DQ-Akkon TDA      | Team Dauner D&DQ-Akkon TDA | Team Dauner D&DQ-Akkon TDA |
| ------------------------------- | -------------------------- | -------------------------- |
| Num                             | Coureur                    | Pos                        |
| 71                              | Jelle Donders (BEL)        | 92e                        |
| 72                              | Marc Clauss (ALL)*         | 47e                        |
| 73                              | Julian Braun (ALL)         | 27e                        |
| 75                              | Kilian Steigner (ALL)*     | 50e                        |
| 76                              | Rene Otterbein (ALL)*      | 79e                        |
| Directeur sportif : Jochen Hahn |                            |                            |

| Gwada Bikers 118 -                | Gwada Bikers 118 -     | Gwada Bikers 118 - |
| --------------------------------- | ---------------------- | ------------------ |
| Num                               | Coureur                | Pos                |
| 81                                | John Nava (VEN)        | 6e                 |
| 82                                | Yorman Fuentes (VEN)   | 15e                |
| 83                                | Kevin Duro (FRA)       | 104e               |
| 84                                | Kevin Karioua (FRA)    | 86e                |
| 85                                | Olivier Chaupard (FRA) | 94e                |
| 86                                | William Balguy (FRA)   | 77e                |
| Directeur sportif : Thierry Marie |                        |                    |

| Embrace The World Cycling -         | Embrace The World Cycling - | Embrace The World Cycling - |
| ----------------------------------- | --------------------------- | --------------------------- |
| Num                                 | Coureur                     | Pos                         |
| 91                                  | Frederik Dombrowski (ALL)   | 3e                          |
| 92                                  | Hermann Keller (ALL)        | 105e                        |
| 93                                  | Marcel Peschges (ALL)       | 66e                         |
| 94                                  | Steffan Duffner (ALL)       | 85e                         |
| 95                                  | Sebastian Beyer (ALL)       | 65e                         |
| 96                                  | Simon Wingen (ALL)          | 112e                        |
| Directeur sportif : Micha Glowatzki |                             |                             |

| Union Vélocipédique de Marie-Galante - | Union Vélocipédique de Marie-Galante - | Union Vélocipédique de Marie-Galante - |
| -------------------------------------- | -------------------------------------- | -------------------------------------- |
| Num                                    | Coureur                                | Pos                                    |
| 102                                    | Gregory Ruffe (FRA)                    | 115e                                   |
| 104                                    | Grzegorz Kwiatkowski (FRA)             | 26e                                    |
| 105                                    | Freddy Vargas (VEN)                    | 16e                                    |
| 106                                    | Joachim Bray Gregorio (POR)            | 36e                                    |
| Directeur sportif : Fred Lancelot      |                                        |                                        |

| Team Pro Immo Nicolas Roux PIM            | Team Pro Immo Nicolas Roux PIM | Team Pro Immo Nicolas Roux PIM |
| ----------------------------------------- | ------------------------------ | ------------------------------ |
| Num                                       | Coureur                        | Pos                            |
| 111                                       | Pierre Almeida (FRA)           | 4e                             |
| 112                                       | Thomas Chassagne (FRA)         | 28e                            |
| 113                                       | Sébastien Fournet-Fayard (FRA) | 70e                            |
| 114                                       | Ronan Racault (FRA)            | AB-1                           |
| 115                                       | Nicolas Thomasson (FRA)        | 46e                            |
| 116                                       | Maxime Urruty (FRA)            | 14e                            |
| Directeur sportif : Jean-Philippe Duracka |                                |                                |

| Excelsior -                     | Excelsior -              | Excelsior - |
| ------------------------------- | ------------------------ | ----------- |
| Num                             | Coureur                  | Pos         |
| 121                             | Cédric Locatin (FRA)     | 8e          |
| 122                             | Kenny Jean-Jacques (FRA) | AB-4        |
| 123                             | Grégory Blondin (FRA)    | 19e         |
| 124                             | Fabrice Cornélie (FRA)   | AB-3        |
| 125                             | Anthony Damas (FRA)*     | 83e         |
| 126                             | Youri Pradel (FRA)*      | 88e         |
| Directeur sportif : Freddy Urie |                          |             |

| Team U Cube 17 -                  | Team U Cube 17 -           | Team U Cube 17 - |
| --------------------------------- | -------------------------- | ---------------- |
| Num                               | Coureur                    | Pos              |
| 131                               | Killian Larpe (FRA)        | 17e              |
| 132                               | Julien Lamy (FRA)          | 68e              |
| 133                               | Antoine Lamy (FRA)         | 49e              |
| 134                               | Clément Bazin (FRA)        | 63e              |
| 135                               | Pierre-André Fayette (FRA) | 101e             |
| 136                               | Ben Carman (AUS)           | 11e              |
| Directeur sportif : Jacques Suire |                            |                  |

| USR Vélo STPA -                      | USR Vélo STPA -           | USR Vélo STPA - |
| ------------------------------------ | ------------------------- | --------------- |
| Num                                  | Coureur                   | Pos             |
| 141                                  | Adrien Alidor (FRA)       | 61e             |
| 142                                  | Vladimir Jeanne (FRA)     | 82e             |
| 143                                  | Teddy Taranne (FRA)       | 93e             |
| 144                                  | Stéphane Larochelle (FRA) | 42e             |
| 145                                  | Kendric Clavier (FRA)*    | 81e             |
| 146                                  | Frédéric Attaud (FRA)     | 109e            |
| Directeur sportif : Philippe Zadigue |                           |                 |

| AC du Levant -                        | AC du Levant -          | AC du Levant - |
| ------------------------------------- | ----------------------- | -------------- |
| Num                                   | Coureur                 | Pos            |
| 161                                   | Lucas Ajinca (FRA)*     | NP-6           |
| 162                                   | Félyscio Léogane (FRA)* | AB-4           |
| 163                                   | Jonathan Nannette (FRA) | NP-P           |
| 164                                   | Gilles Suares (FRA)     | 97e            |
| 165                                   | Romain Vinetot (FRA)    | 51e            |
| Directeur sportif : Marcellin Fulbert |                         |                |

| Vino-Astana Motors # VAM                | Vino-Astana Motors # VAM | Vino-Astana Motors # VAM |
| --------------------------------------- | ------------------------ | ------------------------ |
| Num                                     | Coureur                  | Pos                      |
| 171                                     | Daniil Pronskiy (KAZ)*   | 75e                      |
| 172                                     | Yevgeniy Fedorov (KAZ)*  | 12e                      |
| 173                                     | Gleb Brussenskiy (KAZ)*  | 58e                      |
| 174                                     | Grigoriy Shtein (KAZ)    | 59e                      |
| 175                                     | Vadim Pronskiy (KAZ)*    | 2e                       |
| 176                                     | Matvey Nikitin (KAZ)     | 13e                      |
| Directeur sportif : Alexandr Shushemoin |                          |                          |

| Jeunesse Cycliste des Abymes -         | Jeunesse Cycliste des Abymes - | Jeunesse Cycliste des Abymes - |
| -------------------------------------- | ------------------------------ | ------------------------------ |
| Num                                    | Coureur                        | Pos                            |
| 181                                    | Jérémy Deloumeaux (FRA)*       | 33e                            |
| 182                                    | Laury Théophile (FRA)          | 71e                            |
| 183                                    | Rogan Dabrion (FRA)*           | 87e                            |
| 184                                    | Kenan Lorquin (FRA)            | 100e                           |
| 185                                    | Gaël Bordée (FRA)*             | NP-1                           |
| 186                                    | Lucas Pauloby (FRA)*           | AB-1                           |
| Directeur sportif : Jean-Pierre Nestar |                                |                                |

| Air Antilles Barbade -               | Air Antilles Barbade -   | Air Antilles Barbade - |
| ------------------------------------ | ------------------------ | ---------------------- |
| Num                                  | Coureur                  | Pos                    |
| 191                                  | Jefferey May (USA)       | 52e                    |
| 192                                  | Gregory Vanderpool (BAR) | AB-4                   |
| 193                                  | Joshua Kelly (BAR)       | NP-4                   |
| 194                                  | Jacob Kelly (BAR)*       | AB-4                   |
| 195                                  | Philip Clarke (BAR)      | 113e                   |
| 196                                  | Álvaro Gómez (COL)       | 20e                    |
| Directeur sportif : Gustavo Carrillo |                          |                        |

| Union Vélocipédique du Nord -  | Union Vélocipédique du Nord - | Union Vélocipédique du Nord - |
| ------------------------------ | ----------------------------- | ----------------------------- |
| Num                            | Coureur                       | Pos                           |
| 201                            | Carl Legrand (FRA)            | 69e                           |
| 202                            | Kéran Barolin (FRA)           | 53e                           |
| 204                            | Olivier Curier (FRA)          | 32e                           |
| 205                            | Miguel Cuirassier (FRA)       | NP-1                          |
| 206                            | Widjy Relmy (FRA)             | 67e                           |
| Directeur sportif : Alain Irca |                               |                               |

| Équipe nationale du Panama -         | Équipe nationale du Panama -     | Équipe nationale du Panama - |
| ------------------------------------ | -------------------------------- | ---------------------------- |
| Num                                  | Coureur                          | Pos                          |
| 211                                  | Jorge Castelblanco (PAN)         | 21e                          |
| 212                                  | Alex Strah (PAN)                 | 22e                          |
| 213                                  | Bolívar Espinosa (PAN)           | 41e                          |
| 214                                  | Randish Abdul Lorenzo (PAN)*     | 37e                          |
| 215                                  | Victor Jonan Tudd Ramirez (PAN)* | AB-1                         |
| 216                                  | Nolberto Hernández (PAN)         | 57e                          |
| Directeur sportif : Eybar Villarreal |                                  |                              |

| CSC Abymienne-Propreté 2000 -          | CSC Abymienne-Propreté 2000 - | CSC Abymienne-Propreté 2000 - |
| -------------------------------------- | ----------------------------- | ----------------------------- |
| Num                                    | Coureur                       | Pos                           |
| 221                                    | Ronald Géran (FRA)*           | 45e                           |
| 222                                    | Axel Carnier (FRA)*           | 29e                           |
| 223                                    | Julien Amadori (FRA)          | 107e                          |
| 224                                    | Jordy Pruneau (FRA)           | 54e                           |
| 225                                    | Giovanni Rousseau (FRA)       | 84e                           |
| 226                                    | Freddy Hamlet (FRA)           | 89e                           |
| Directeur sportif : Riclaude Pensedent |                               |                               |

| Vélo d'Or du Centre et de la Caraïbe - | Vélo d'Or du Centre et de la Caraïbe - | Vélo d'Or du Centre et de la Caraïbe - |
| -------------------------------------- | -------------------------------------- | -------------------------------------- |
| Num                                    | Coureur                                | Pos                                    |
| 231                                    | Cédric Marcellin (FRA)*                | HD-3                                   |
| 232                                    | Pascal Bousquet (FRA)                  | 73e                                    |
| 233                                    | Naiddju Barny (FRA)                    | AB-4                                   |
| 234                                    | Rafael Medina (VEN)                    | HD-3                                   |
| 235                                    | Carlos Torres (VEN)                    | 35e                                    |
| 236                                    | Samy Aurignac (FRA)                    | 39e                                    |
| Directeur sportif : Georges Balta      |                                        |                                        |

| Rayon d'Argent -                    | Rayon d'Argent -            | Rayon d'Argent - |
| ----------------------------------- | --------------------------- | ---------------- |
| Num                                 | Coureur                     | Pos              |
| 241                                 | Franswajino Roulon (FRA)    | AB-4             |
| 242                                 | Allan Peramin (FRA)*        | 56e              |
| 243                                 | Nicolas Perriet (FRA)       | 102e             |
| 244                                 | Jean-Michel Marimotou (FRA) | 114e             |
| 245                                 | Alexandre Lachages (FRA)    | 62e              |
| Directeur sportif : Philippe Bambou |                             |                  |

| ASC Karak -                      | ASC Karak -               | ASC Karak - |
| -------------------------------- | ------------------------- | ----------- |
| Num                              | Coureur                   | Pos         |
| 251                              | Regis Miny (FRA)          | 99e         |
| 252                              | Yannis André Lubin (FRA)* | 103e        |
| 253                              | Marvin Judith (FRA)       | 110e        |
| 254                              | Jeïel Largitte (FRA)*     | 95e         |
| 255                              | Collins Phaeton (FRA)*    | 40e         |
| 256                              | Kenny Darmyn (FRA)        | NP-4        |
| Directeur sportif : David Perran |                           |             |

| Uni Sport Lamentinois -          | Uni Sport Lamentinois - | Uni Sport Lamentinois - |
| -------------------------------- | ----------------------- | ----------------------- |
| Num                              | Coureur                 | Pos                     |
| 261                              | Fendley Boyeau (FRA)    | 60e                     |
| 263                              | José Rujano (VEN)       | 10e                     |
| 264                              | Yonathan Salinas (VEN)  | 25e                     |
| 265                              | Gaëtan Bille (BEL)      | 38e                     |
| Directeur sportif : Fabrice Gène |                         |                         |

| Team USC Goyave -                  | Team USC Goyave -         | Team USC Goyave - |
| ---------------------------------- | ------------------------- | ----------------- |
| Num                                | Coureur                   | Pos               |
| 271                                | Audric Blondin (FRA)      | AB-5              |
| 272                                | Adelio Kurt Brooks (FRA)* | AB-4              |
| 273                                | Adrien Urcel (FRA)*       | 24e               |
| 274                                | Damien Urcel (FRA)*       | 74e               |
| Directeur sportif : Claude Gautier |                           |                   |

| Sélection de Guyane -              | Sélection de Guyane -   | Sélection de Guyane - |
| ---------------------------------- | ----------------------- | --------------------- |
| Num                                | Coureur                 | Pos                   |
| 281                                | Vivian Van Els (FRA)    | AB-2                  |
| 282                                | Lucas Saint-Louis (FRA) | AB-7                  |
| 283                                | Ludovic Dantin (FRA)    | 91e                   |
| 284                                | Kenric Golitin (FRA)*   | AB-5                  |
| Directeur sportif : Peter Gerville |                         |                       |

| Sélection de Martinique -        | Sélection de Martinique - | Sélection de Martinique - |
| -------------------------------- | ------------------------- | ------------------------- |
| Num                              | Coureur                   | Pos                       |
| 291                              | Mickaël Stanislas (FRA)   | AB-2                      |
| 292                              | Cédric Eustache (FRA)     | AB-3                      |
| 293                              | Eddy Cadet-Marthe (FRA)*  | AB-4                      |
| 294                              | Thierry Ragot (FRA)       | AB-2                      |
| 295                              | Brandon Baret-Ajax (FRA)* | AB-5                      |
| 296                              | Yannis Cidolit (FRA)      | 48e                       |
| Directeur sportif : Hervé Arcade |                           |                           |